# Горњи Рачник
Горњи Рачник је насељено место града Јагодине у Поморавском округу. Према попису из 2022. има 62 становника (према попису из 2011. било је 88 становника).
Овде се налази Запис липа (Горњи Рачник).

## Историја
До Другог српског устанка Горњи Рачник се налазио у саставу Османског царства. Након Другог српског устанка Горњи Рачник улази у састав Кнежевине Србије и административно је припадао Јагодинској нахији и Левачкој кнежини све до 1834. године када је Србија подељена на сердарства.
Овде се налази сеоска кућа чатмара из 1880-их година. У њој је снимана серија Корени.

## Демографија
У насељу Горњи Рачник живи 102 пунолетна становника, а просечна старост становништва износи 46,6 година (45,5 код мушкараца и 47,8 код жена). У насељу има 46 домаћинстава, а просечан број чланова по домаћинству је 2,70.
Ово насеље је у потпуности насељено Србима (према попису из 2002. године), а у последња три пописа, примећен је пад у броју становника.
|  |

| Демографија | Демографија | Демографија |
| Година      | Становника  | Становника  |
| ----------- | ----------- | ----------- |
| 1948.       | 441         |             |
| 1953.       | 444         |             |
| 1961.       | 389         |             |
| 1971.       | 314         |             |
| 1981.       | 242         |             |
| 1991.       | 182         | 175         |
| 2002.       | 124         | 143         |
| 2011.       | 88          |             |
| 2022.       | 62          |             |

| Етнички састав према попису из 2002.‍ | Етнички састав према попису из 2002.‍ | Етнички састав према попису из 2002.‍ | Етнички састав према попису из 2002.‍ | Етнички састав према попису из 2002.‍ |
| ------------------------------------ | ------------------------------------ | ------------------------------------ | ------------------------------------ | ------------------------------------ |
|                                      |                                      |                                      |                                      |                                      |
| Срби                                 | Срби                                 |                                      | 124                                  | 100,0%                               |
| непознато                            | непознато                            |                                      | 0                                    | 0,0%                                 |

| Горњи Рачник у пописима Јагодинске нахије — од 1818. до 1829.                     |       |       |       |       |       |       |          |       |       |       |       |       |
| Година пописа                                                                     | 1818. | 1819. | 1820. | 1821. | 1822. | 1823. | 1824/25. | 1825. | 1826. | 1827. | 1828. | 1829. |
| Куће                                                                              | 13    | 13    | 13    | 14    | 14    | 14    | 14       | 14    | 14    | 14    | 14    | 14    |
| Пореске главе*                                                                    | -     | 17    | 16    | 16    | 16    | 13    | 13       | 14    | 14    | 14    | 16    | 16    |
| Арачке главе**                                                                    | 33    | 37    | 37    | 37    | 40    | 37    | 38       | 40    | 41    | 42    | 43    | 41    |
| *Пореске главе = Ожењени мушкарци \| ** Арачке главе = Мушкарци од 7 до 70 година |       |       |       |       |       |       |          |       |       |       |       |       |

| Година пописа     | 1948. | 1953. | 1961. | 1971. | 1981. | 1991. | 2002. |
| ----------------- | ----- | ----- | ----- | ----- | ----- | ----- | ----- |
| Број домаћинстава | 88    | 87    | 87    | 82    | 74    | 61    | 46    |

| Број чланова      | 1  | 2  | 3 | 4 | 5 | 6 | 7 | 8 | 9 | 10 и више | Просек |
| ----------------- | -- | -- | - | - | - | - | - | - | - | --------- | ------ |
| Број домаћинстава | 17 | 11 | 6 | 5 | 3 | 2 | 1 | 0 | 0 | 1         | 2,70   |

| Пол    | Укупно | Неожењен/Неудата | Ожењен/Удата | Удовац/Удовица | Разведен/Разведена | Непознато |
| ------ | ------ | ---------------- | ------------ | -------------- | ------------------ | --------- |
| Мушки  | 57     | 21               | 27           | 4              | 4                  | 1         |
| Женски | 49     | 4                | 27           | 17             | 1                  | 0         |
| УКУПНО | 106    | 25               | 54           | 21             | 5                  | 1         |

| Пол    | Укупно                    | Пољопривреда, лов и шумарство | Рибарство                            | Вађење руде и камена | Прерађивачка индустрија       |
| ------ | ------------------------- | ----------------------------- | ------------------------------------ | -------------------- | ----------------------------- |
| Мушки  | 31                        | 23                            | 0                                    | 0                    | 2                             |
| Женски | 11                        | 11                            | 0                                    | 0                    | 0                             |
| УКУПНО | 42                        | 34                            | 0                                    | 0                    | 2                             |
| Пол    | Производња и снабдевање   | Грађевинарство                | Трговина                             | Хотели и ресторани   | Саобраћај, складиштење и везе |
| Мушки  | 0                         | 1                             | 1                                    | 0                    | 2                             |
| Женски | 0                         | 0                             | 0                                    | 0                    | 0                             |
| УКУПНО | 0                         | 1                             | 1                                    | 0                    | 2                             |
| Пол    | Финансијско посредовање   | Некретнине                    | Државна управа и одбрана             | Образовање           | Здравствени и социјални рад   |
| Мушки  | 0                         | 1                             | 0                                    | 0                    | 0                             |
| Женски | 0                         | 0                             | 0                                    | 0                    | 0                             |
| УКУПНО | 0                         | 1                             | 0                                    | 0                    | 0                             |
| Пол    | Остале услужне активности | Приватна домаћинства          | Екстериторијалне организације и тела | Непознато            | Непознато                     |
| Мушки  | 1                         | 0                             | 0                                    | 0                    | 0                             |
| Женски | 0                         | 0                             | 0                                    | 0                    | 0                             |
| УКУПНО | 1                         | 0                             | 0                                    | 0                    | 0                             |